# دیوان‌های سه‌گانه
دیوان‌های سه‌گانه یکی از دو مجموعهٔ بزرگی است که بخشی از آثار منظومِ (شعر) عبدالرحمن جامی، شاعر و نویسندهٔ فارسی‌زبان قرن نهم هجری، در آن گرد آمده است. جامی، به مناسبت سه دوران زندگی خویش، سه بخش این دیوان را به ترتیب «فاتحة الشباب» (دوران جوانی)، «واسطة العقد» (اواسط زندگی) و «خاتمة الحیاة» (پایان زندگی) نامید. این سه کتاب، شامل قصیده‌ها، غزل‌ها، قطعه‌ها و رباعی‌ها است. مجموعهٔ بزرگِ دیگرِ اشعارِ جامی، هفت‌اورنگ نام دارد.

## دیباچه واسطه العقد
| بسم الله الرحمن الرحیم       |  | املی حمد المنان الکریم |
| آن که به این نکته سنجیده گشت |  | فاتحه آرای کلام قدیم   |

متکلمی که خلعت اعجاز کلام معجز طراز قرآن را به ما نفی (و ما هو بقول شاعر) از آلایش تهمت شعر مطهر ساخته و علم بلاغت موردش را حضیض تدنس بل هو شاعر به اوج تقدس (وما علمناه الشعرو ماینبغی له) افراخته و با این همه نخستین مرکب تام را ار آن کلام رفیع الشان بلکه از هر سوره ای از آن در قالب شعر ریخته و بر هیئت نظم انگیخته تا ایمایی باشد به آنکه نفی این معنی به اثبات آن صورت راست که شعر فی حد ذاته امری مذموم است و شاعر به سبب ایراد کلوم منظوم معاتب و ملوم بلکه بنابر آن است که قاصران نظم قرآن را مستند به سلیقه شعر ندارند و معاندان متصدی تحدی به آن را -صلی الله علیه و سلم- از زمره شعرا نشمارید و این واضح‌ترین دلیل است بر رفعت مقام شعر و شعرا و علو منزلت سحرآفرینان شعرآرا.
| پایه شعر بین که چون زنبی |  | نفی نعت پیمبری کردند         |
| بهر تصحیح نسبت قرآن      |  | تهمت او به شاعری کردند       |
| و پس از املاء حمد        |  | تحیات من اله السلام          |
| علی خیرالکرام من الانام  |  | فلک فرشی که از ذوالعرش بر دل |

اما بعد نموده می‌آید که در تاریخ سنه اربع و ثمانین و ثمانماة که مدت عمر از شصت گذشته بود و به هفتاد نزیک گشته قریب به ده هزار بیت از شعرهای پراکنده که اوقات شریف به آن ضایع شده بود و بر آن مت اسف  می‌بود دفع دغدغه جمع و ترتیب را جمع و ترتیب کرده شد و همت بر آن بود که اگر بقیه حیاتی باشد به تلافی آن مصروف گردد
اما چون گاه گاه به حکم وقت بی سابقه تکلفی بیتی یا بیشتر از خاطر سر  می‌زد و به موجب اشارت بعضی از درویشان مصرع (که بادا وقت ایشان خوش چو وقت دیگران زیشان) صورت تکمیل  می‌یافت و در قید کتابت  می‌آمد و ادراج آن در سلک آنچه پیشتر سمت انتظام یافته بود مظنه اخلال به ترتیب آن  می‌بود جداگانه در این اوراق ثبت افتاد امید است که اگر موجب اجرای نباشد مفضی به وزری نیز نگردد.
| در آغاز تصویر این تازه نقش |  | چون تممته گفتم از بهر فال  |
| خردمند دانا به سر حروف     |  | ازان گفته دریافت تاریخ سال |

و من الله سبحانه المبدا و الیه المال

## دیباچه خاتمة الحیاة
| بسم الله الرحمن الرحیم  |  | طرفه خطابیست ز سفر قدیم |
| کرده ازین حرز ستایشگران |  | نقش نگین خاتم پیغمبران  |

صلی الله علیه علی الخاتم و علی آله و صحبه و سلم اما بعد
| دیوان ثالث است این از گفته های جامی         |  | باشد بر اهل بینش پیدا سمینش از غث |
| یا رب چه نیک گفته ست آن نکته دان که گفته ست |  | الشی ما یثنی الا وقد تثلث         |

آنچه از نیک و بد بر اهل جهان در جهان آشکاره خواهد شد
| هرچه گردد دوباره آخر کار |  | آن دوباره سه باره خواهد شد |

آغاز تسوید این بیاض و بنیاد ترشیح این ریاض در شهور سنه ست و تسعین و ثمانمائه اتفاق افتاد و من الله المبداء و الیه المعاد
| هر مرغ درین باغ نوایی بگذاشت  |  | هر چغد درین کاخ صدایی بگذاشت |
| جامی ز قفایشان ز سر ساخته پای |  | مانند قلم کلاغ پایی بگذاشت   |

## نمونه شعر فاتحه الشباب
| گفتمش ای سخت دل عهد تو سست است از نخست  |  | گفت تا کی گوییم در روی چندین سخت و سست |
| گفتمش در عاشقی ما رند و بی باکیم و مست  |  | گفت در عاشق‌کشی ما نیز چالاکیم و چست    |
| گفتمش در خاک محنت دانه می‌پاشم ز اشک     |  | گفت ازین تخم و زمین جز سبزه حسرت نرست  |
| گفتمش عمری ست می‌جویم ز لعلت کام دل      |  | گفت عاشق نیست آن کز دوست کام خویش جست  |
| گفتمش گل را به باغ این سرخرویی از کجاست |  | گفت کز خون دل غنچه ز رشکم چهره شست     |
| گفتمش سررشته ای خواهم به کف سویت گشاد   |  | گفت این سررشته گر اهل دلی در دست توست  |
| گفتم از سنگ جفایت خاطر جامی شکست        |  | گفت چون بر شیشه آید سنگ کی ماند درست   |

## نمونه شعر واسطة العقد
| ای از دو جام لعلت ما را تمام نیمی   |  | عیش تمام ما را بس زان دو جام نیمی  |
| روشن جبین توست این یا خود طلوع کرده |  | از مطلع سعادت ماه تمام نیمی        |
| گفتم ز ذکر نامت یابم ز خود رهایی    |  | از خود تمام رستم ناگفته نام نیمی   |
| تا ماه عید باشد شب‌های عاشقان را     |  | بنمای زان دو ابرو هر وقت شام نیمی  |
| از سوز سینه پختم دیگ امید لیکن      |  | از سردی رقیبان مانده ست خام نیمی   |
| زین نیم جان که دارم دشوار زنده مانم |  | پیش آر لب کزو هم گیرم به وام نیمی  |
| نبود ز هر لب تو یک بوسه حد جامی     |  | یک بوسه بس ز هر دو از هر کدام نیمی |

## نمونه شعر خاتمة الحیاة
| رقم می زد قلم وصف لب لعل تو بر کاغذ      |  | قلم شد نیشکر وز نیشکر غرق شکر کاغذ        |
| تنک دل را چه طاقت پیش طعن حاسدان آری     |  | نیارد تاب زخم تیر چون باشد سپر کاغذ       |
| بود کز زیر پا برداری و خوانی غم خود را   |  | به خون دل نویسم وافکنم در رهگذر کاغذ      |
| نشاید بر تو باد گرم و سرد ای شمع می‌خواهم |  | که چون فانوس سازم خانه‌ات را بام و در کاغذ |
| به کاغذهای رنگین چون بود مایل دل طفلان   |  | کنم در نامه تو لعل از خون جگر کاغذ        |
| پیام رقت خود داد دل از کوی تو جان را     |  | چو آن یاری که بفرستد به یاری از سفر کاغذ  |
| دل جامی ز بحر شعر باشد مخزن گوهر         |  | ازان مخزن به دامن می‌برد اینک گهر کاغذ     |